# Bloc Jardins de France
Jardins de France est une série annuelle de bloc-feuillet de timbres-poste émis par La Poste française depuis 2003. 
Ces blocs servent pour annoncer l'organisation du Salon du timbre, exposition biennale de philatélique, au Parc floral de Paris.

## Description
Les feuillets imprimés en héliogravure sont des panoramas dessinés de jardins célèbres à l'intérieur desquels sont découpés deux timbres-poste au tarif de la lettre de 100 à 250 grammes à destination de la France (1,90 € en 2003 et 2004, 1,98 € en 2005 et 2006, 2,11 € en 2007). Les deux timbres de 1,90 € permettent ensemble d'affranchir une lettre jusqu'à 100 grammes au tarif économique à destination de la zone C (Amérique, Asie et Océanie).
La forme des feuillets et du contour des timbres comprennent des courbes et des pointes pour imiter les formes des grilles de jardins publics (blos de 2003) ou suivre le profil urbain (bloc de 2004).

## Précurseurs
Pour le premier Salon européen des loisirs du timbre qui se tient au Parc floral de Paris en octobre 1994, La Poste émet deux blocs vendus à un prix supérieur aux valeurs faciales des timbres pour financer l'organisation.
Tous deux sont dessinés par Pierrette Lambert et mis en page par Charles Bridoux, et sont imprimés en héliogravure. 
Le premier émis en novembre 1993 compte deux timbres à 2,40 francs (écopli) représentant un rhododendron et la vue d'un bosquet de cette fleur dans le Parc floral. Le deuxième émis en octobre 1994 comprend deux timbres à 2,80 francs (lettre simple) dédiés aux dahlias et à une vue du Parc floral.

## Bloc 2003

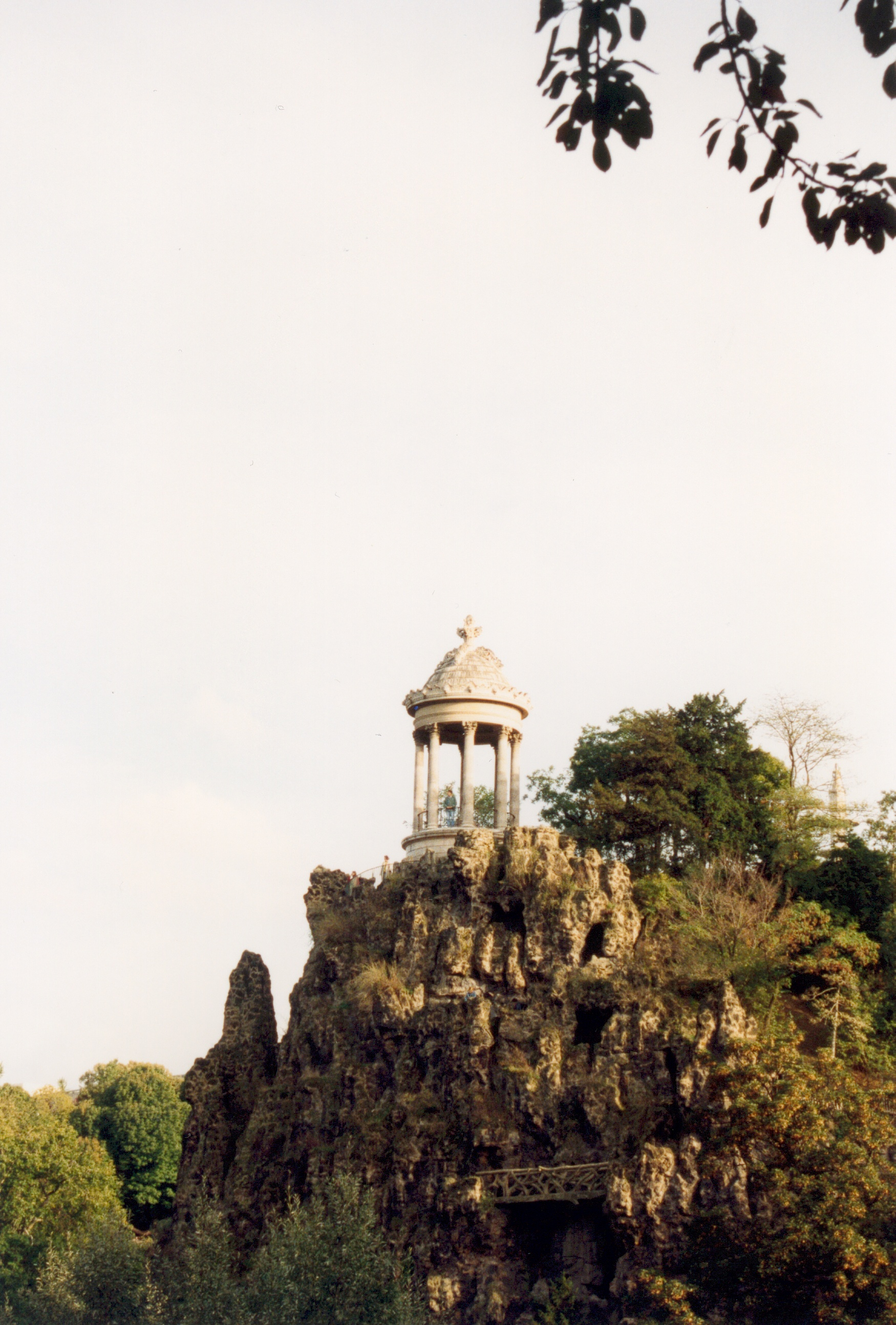
Buttes-Chaumont

Le bloc 2003 représente dans sa moitié gauche le parc des Buttes-Chaumont et dans sa moitié droite le jardin du Luxembourg, à Paris. Le premier est reconnaissable à l'île du Belvédère. Le second est visible à travers des éléments spécifiques : décorations sculptées et palais.
Le dessin est signé Christian Broutin et mis en page par Valérie Besser. Il est émis le 29 septembre 2003 et reste à la vente jusque fin 2005 par correspondance.

## Bloc 2004
Dessiné et mis en page par Christian Broutin, le bloc représente dans sa moitié droite le jardin des Tuileries avec son bassin central entouré de sculptures ; la Tour Eiffel, l'obélisque de la place de la Concorde et l'Arc de triomphe de l'Étoile sont visibles en arrière-plan. La moitié droite est consacrée au Parc floral de Paris, lieu du Salon du timbre 2004.
Émis le 7 juin 2004, le bloc reste à la vente jusque fin 2005 par correspondance.

## Bloc Salon du timbre 2004
En juin 2004, au cours du Salon du timbre 2004, La Poste émet un feuillet spécial pour montrer les compétences de l'Imprimerie des timbres-poste et valeurs fiduciaires (ITVF). Hors-programme, ce feuillet est imprimé sous les yeux des visiteurs en utilisant trois types d'impression :
- sur un fond blanc sont imprimés les quatre timbres des blocs 2003 et 2004 en héliogravure,
- autour des timbres et de la feuille sont imprimés des décorations vertes en sérigraphie,
- au centre, quatre espèces d'arbres typiques de ces jardins sont imprimés en dorure à chaud galbée à l'intérieur d'un gaufrage.

Le feuillet est vendu au prix de la valeur faciale des timbres à partir du 25 juin 2004 le temps du salon, puis jusqu'à fin juin 2005 par correspondance.
VARIÉTÉS:
En janvier 2006, Timbres magazine a présenté une variétés de ce bloc : gaufrés, quelques exemplaires n'ont pas reçu la dorure.
Puis, une autre variété a été repérée sous la forme d'un bloc dont l'entourage et la couleur sont différents. (l'entourage possède une géométrie carré au lieu de rectangulaire et la couleur est d'un vert très pale au lieu de vert foncé.) Le livre de cotation Maury a signalé ce bloc en 2012 comme étant une très grande rareté (moins de 20 exemplaires connus RR) mais, de manière surprenante il n'en fait plus mention en 2014. Il semble que ce soit un bloc non émis. (projet refusé)  

## Bloc 2005
Le bloc 2005 évoque les jardins de la Fontaine de Nîmes, construits au XVIIIe siècle et décorés de vestiges archéologiques du temple romain découverts pendant ces travaux. 
Ce bloc est dessiné par Christian Broutin et mis en page par Valérie Besser. Il est émis le 16 mai 2005. Il annonce la tenue du Salon du timbre 2006 à Paris.

## Bloc 2006
Le bloc 2006 évoque deux jardins du département des Hauts-de-Seine : le jardin Albert Kahn à Boulogne-Billancourt et le parc de la Vallée-aux-Loups à Châtenay-Malabry où se trouve une maison acheté en 1807 par Chateaubriand.
Ce bloc est dessiné par Michel Bez et imprimé en héliogravure. Il est émis le 24 avril 2006.

## Bloc Salon du timbre et de l'écrit 2006
Comme lors du Salon 2004, les timbres des deux dernières émissions sont repris sur un bloc-feuillet imprimé pendant le Salon par les employés de l'ITVF devenue Phil@poste Boulazac en mars 2006.
Autour des quatre timbres, est imprimé un vert traillage sur lequel pousse des plantes grimpantes vert foncé et se posent des insectes jaunes (dorure à chaud).

## Bloc 2007
Le bloc émis le 30 avril 2007 présente un panorama du parc de la Tête d'Or à Lyon.
Ce bloc est dessiné par Michel Bez et imprimé en héliogravure.